# Келінешть (комуна, Телеорман)
Келінешть, Келінешті (рум. Călinești) — комуна у повіті Телеорман в Румунії. До складу комуни входять такі села (дані про населення за 2002 рік):
- Антонешть (438 осіб)
- Келінешть (1701 особа)
- Копечанка (1055 осіб)
- Лікурічу (739 осіб)
- Маріца (118 осіб)

Комуна розташована на відстані 78 км на південний захід від Бухареста, 14 км на північний захід від Александрії, 117 км на схід від Крайови.

## Населення
За даними перепису населення 2002 року у комуні проживала 4051 особа.
Національний склад населення комуни:
| Національність | Кількість осіб | Відсоток |
| -------------- | -------------- | -------- |
| румуни         | 4006           | 98,9%    |
| цигани         | 44             | 1,1%     |
| угорці         | 1              | < 0,1%   |

Рідною мовою назвали:
| Мова      | Кількість осіб | Відсоток |
| --------- | -------------- | -------- |
| румунська | 4050           | > 99,9%  |
| угорська  | 1              | < 0,1%   |

Склад населення комуни за віросповіданням:
| Релігія        | Кількість осіб | Відсоток |
| -------------- | -------------- | -------- |
| православні    | 3932           | 97,1%    |
| адвентисти     | 84             | 2,1%     |
| баптисти       | 27             | 0,7%     |
| п'ятдесятники  | 3              | 0,1%     |
| реформати      | 2              | < 0,1%   |
| греко-католики | 1              | < 0,1%   |
| не релігійні   | 1              | < 0,1%   |

## Зовнішні посилання
- Дані про комуну Келінешть на сайті Ghidul Primăriilor